# Georg Hettich
Georg Hettich (Furtwangen, 12 de octubre de 1978) es un deportista alemán que compitió en esquí en la modalidad de combinada nórdica.
Participó en tres Juegos Olímpicos de Invierno, entre los años 2002 y 2010, obteniendo en total cuatro medallas, plata en Salt Lake City 2002, en la prueba por equipo (junto con Björn Kircheisen, Marcel Höhlig y Ronny Ackermann), y tres en Turín 2006, oro en trampolín normal + 15 km, plata en la prueba por equipo (junto con Björn Kircheisen, Ronny Ackermann y Jens Gaiser) y bronce en el trampolín grande + 7,5 km.
Ganó dos medallas de plata en el Campeonato Mundial de Esquí Nórdico, en los años 2003 y 2005.

## Palmarés internacional
| Juegos Olímpicos   | Juegos Olímpicos                | Juegos Olímpicos  | Juegos Olímpicos         |
| Año                | Lugar                           | Medalla           | Prueba                   |
| ------------------ | ------------------------------- | ----------------- | ------------------------ |
| 2002               | Salt Lake City (Estados Unidos) | Medalla de plata  | TN + 4 × 5 km por equipo |
| 2006               | Turín (Italia)                  | Medalla de oro    | TN + 15 km individual    |
| 2006               | Turín (Italia)                  | Medalla de plata  | TN + 4 × 5 km por equipo |
| 2006               | Turín (Italia)                  | Medalla de bronce | TG + 7,5 km individual   |
| Campeonato Mundial |                                 |                   |                          |
| Año                | Lugar                           | Medalla           | Prueba                   |
| 2003               | Val di Fiemme (Italia)          | Medalla de plata  | TN + 4 × 5 km por equipo |
| 2005               | Oberstdorf (Alemania)           | Medalla de plata  | TN + 4 × 5 km por equipo |